# 2S35 Koalice-SV
2S35 Koalice-SV (rusky 2С35 «Коалиция-СВ» podle indexu GRAU, transkripcí 2S35 Koalicija-SV) je ruské samohybné dělo/houfnice, jehož vývoj započal v roce 2006. V roce 2013 byly hotovy dva prototypy a 9. května 2015 bylo oficiálně představeno (zpočátku se zakrytou věží) během zkoušek na vojenské přehlídce na Rudém náměstí. 
Očekává se, že 2S35 doplní a případně nahradí v ruských pozemních silách houfnici 2S19 Msta.
Houfnice 2S35 využívá podvozek tanku T-90, pozdější varianty mají mít unifikovanou platformu tanku T-14 Armata.